# Domenico Michiel
Domenico Michiel (XI secolo – Venezia, 1130 circa) è stato un politico italiano, 35º doge della Repubblica di Venezia dal 1116/17 al 1129/30.

## Biografia

### Origini e famiglia
La sua ascendenza non è chiara. Potrebbe essere figlio di Giovanni Michiel, comandante della flotta inviata nel 1100 in supporto della prima crociata, e quindi nipote del doge Vitale I Michiel. Vero è che suo figlio Leachim (nome che è quasi bifronte del cognome Michael) abitava a San Cassiano per cui potrebbe essere identificato con un Domenico di Pietro Michiel, citato in un atto del 1104 come residente in quella parrocchia. Le indagini sono complicate dalla presenza di almeno due omonimi coevi; uno di questi, nel 1122-1125, svolse assieme al già citato Leachim le mansioni di vicedoge mentre lo stesso Domenico si trovava lontano da Venezia.
Secondo Andrea Dandolo aveva sposato una certa Vita da cui ebbe, oltre a Leachim, una figlia, Adelasa, andata in moglie a Pietro Polani che diverrà suo successore al soglio ducale.
Risulta difficile anche ricostruire la biografia del Michiel precedentemente alla sua elezione. È quasi certa la sua partecipazione alla campagna militare organizzata dal predecessore Ordelaffo Falier per sottrarre la Dalmazia al Regno d'Ungheria e andrebbe identificato in quel Domenico Michiel testimone alla concessione di un privilegio concesso dal doge alla Comunità di Arbe.

### La tregua con gli Ungheresi
Il Michiel subentrò al Falier verso il 1116 o il 1117, quando questi perì nel corso dei combattimenti. Come prima cosa si affrettò a concludere la guerra, che forse aveva ormai raggiunto i suoi scopi, e grazie alla sua azione diplomatica riuscì a raggiungere una tregua e ad ottenere il dominio su Zara, sulle grandi isole del Quarnaro e, forse, di altre città dalmate. Per questo motivo riuscì a conservare il titolo di "duca di Croazia" di cui si fregiava il Falier.

### L'appoggio ai crociati: premesse e attriti con i Bizantini
Successivamente rivolse la propria politica sulla Terra santa, accogliendo gli appelli del re di Gerusalemme Baldovino II, del patriarca Gormond e di papa Callisto II. Nel 1119, infatti, i Musulmani avevano sconfitto l'esercito del Principato d'Antiochia, minacciando l'integrità delle conquiste crociate. Michiel intendeva più che altro rafforzare la potenza commerciale veneziana nella regione, ancora poco presente almeno rispetto alle rivali Pisa e Genova.
Prima, però, il doge preferì chiarire la posizione del nuovo imperatore bizantino Giovanni II Comneno. Il predecessore Alessio I, infatti, nel 1082 aveva elargito grandi privilegi commerciali ai Veneziani, ma negli ultimi anni di regno aveva aperto anche a Pisani e Genovesi. Mandò quindi un'ambasceria capeggiata da Andrea Michiel per ottenere il rinnovo delle concessioni tuttavia, nonostante la benevola accoglienza, il sovrano respinse ogni richiesta.
Nel 1120 il Michiel chiese a tutti i cittadini veneziani residenti nell'Impero d'Oriente di tornare in laguna entro la Pasqua (10 aprile) 1121. In questo modo si assicurava una maggior numero di uomini da impiegare in Palestina, ma evitava anche di creare dei potenziali ostaggi nel caso fosse scoppiata una guerra anche sul fronte bizantino. Nel maggio 1122 concluse un accordo con la città di Bari che gli garantì la libera navigazione della sua flotta sul Mare Adriatico.

### Le operazioni in Terrasanta
La spedizione prese il via nell'agosto del 1122 e fu guidata personalmente dal doge il quale lasciò il governo nelle mani del figlio Leachim e di un suo omonimo (con il quale, sembra, non fosse imparentato). Sentendosi minacciato, Giovanni II decise di sospendere i privilegi veneziani e in risposta la flotta deviò sull'isola di Corfù stringendo d'assedio il capoluogo. L'attacco durò più del previsto e, in ultima, dovette essere interrotto quando giunse la notizia che Baldovino II era caduto prigioniero dei Saraceni. A questo punto la flotta riprese la rotta per la Terrasanta e il 30 maggio 1123 sconfissero nel mare di Ascalona una squadra egiziana inviata in aiuto delle truppe che assediavano Giaffa. Una volta scese a terra, i Veneziani si unirono ai crociati e liberarono la città dalla stretta nemica.
A questo punto crociati e Veneziani presero a discutere su come procedere con le operazioni. I primi avrebbero preferito attaccare Ascalona, presso il confine con l'Egitto, ma gli altri ritenevano più tattico conquistare Tiro, importante porto commerciale posto all'inizio della via commerciale diretta al golfo Persico. Secondo quanto riferito da Guglielmo di Tiro si decise di affidare la scelta alla sorte che favorì l'esercito del doge. Sul finire del 1123 il Michiel si spostò a Gerusalemme e qui, dopo aver assistito alla celebrazione del Natale stipulò con il patriarca Gormond il cosiddetto Pactum Warmundi: il prelato, che faceva le veci di re Baldovino ancora prigioniero, assegnava ai Veneziani un quartiere in ogni città del Regno, riduzioni ed esenzioni di imposte, il diritto di utilizzare i propri pesi e misure e di giudicare i propri cittadini (i medesimi privilegi venivano estesi anche nel Principato di Antiochia); inoltre, in caso di vittoria, veniva loro concesso un terzo delle città di Tiro e Ascalona e dei rispettivi territori. Il patriarca e i baroni del Regno si impegnarono infine a far confermare il Pactum da Baldovino una volta liberato (cosa che effettivamente accadde nel 1125).
Dopo la sottoscrizione del trattato, il 15 febbraio 1124 la flotta veneziana salpò da Acri e iniziò ad assediare Tiro. A luglio i Musulmani si arresero ed ebbero in cambio la vita. Il successo suscitò grande gioia tra i Cristiani e, secondo una notizia poco attendibile, alcuni, dubitando del ritorno di Baldovino, avrebbero offerto al Michiel la corona del Regno.

### La guerra contro Bisanzio e la sconfitta dell'Ungheria
A questo punto il doge poté volgere la flotta verso Venezia, ma il ritorno fu tutt'altro che sereno. Dopo aver superato l'Anatolia, le truppe approdarono a Rodi e qui ripresero la guerra contro i Greci. Usando come casus belli il rifiuto dei Bizantini di rifornire le proprie navi, saccheggiarono il capoluogo per poi spostarsi verso l'Egeo dove attaccarono Chio (qui furono trafugate le reliquie di sant'Isidoro, come riportato nel racconto di Cerbano Cerbani), Samo, Lesbo e Andro; si portarono poi sulle coste del Peloponneso e misero a ferro e fuoco Modone, quindi fecero ritorno in patria. Nel frattempo la tregua con gli Ungheresi era saltata e questi avevano invaso la Dalmazia; passando per quella regione, l'esercito del Michiel liberò Traù e Spalato e sconfisse i nemici nella loro roccaforte di Belgrado, radendola al suolo. La vittoria fu celebrata a Zara con un Te Deum.
La flotta riuscì finalmente a rientrare nel giugno del 1125 portando con sé un ingente bottino e numerosi ostaggi.
Nel 1126 continuarono le operazioni contro i Bizantini e una nuova squadra partì all'attacco delle isole Ionie e di Cefalonia in particolare (da qui furono trafugati i resti di san Donato). Questa nuova sconfitta costrinse Giovanni II a scendere a patti con i Veneziani e nell'estate di quell'anno una nuova missione a Costantinopoli convinse l'imperatore a rinnovare i privilegi concessi da Alessio I, in aggiunta ampliandoli con l'esenzione dalla tassa del comerclum. Probabilmente furono previsti degli obblighi anche da parte veneziana anche se la relativa parte del trattato non ci è pervenuta; questo spiegherebbe perché, come riferisce Andrea Dandolo, nel 1127 il Michiel avesse inviato alcune navi per proteggere i viaggiatori nel mar Mediterraneo.
Il dogado del Michiel si concluse senza altri avvenimenti notabili. Tra la fine del 1129 e l'inizio del 1130 abdicò ritirandosi nel monastero di San Giorgio Maggiore, dove morì e fu sepolto poco dopo.